# Ekeberg (Sande)
Ekeberg este o localitate din comuna Sande, provincia Vestfold, Norvegia, cu o suprafață de  km² și o populație de  locuitori (2013).